# 拉炮

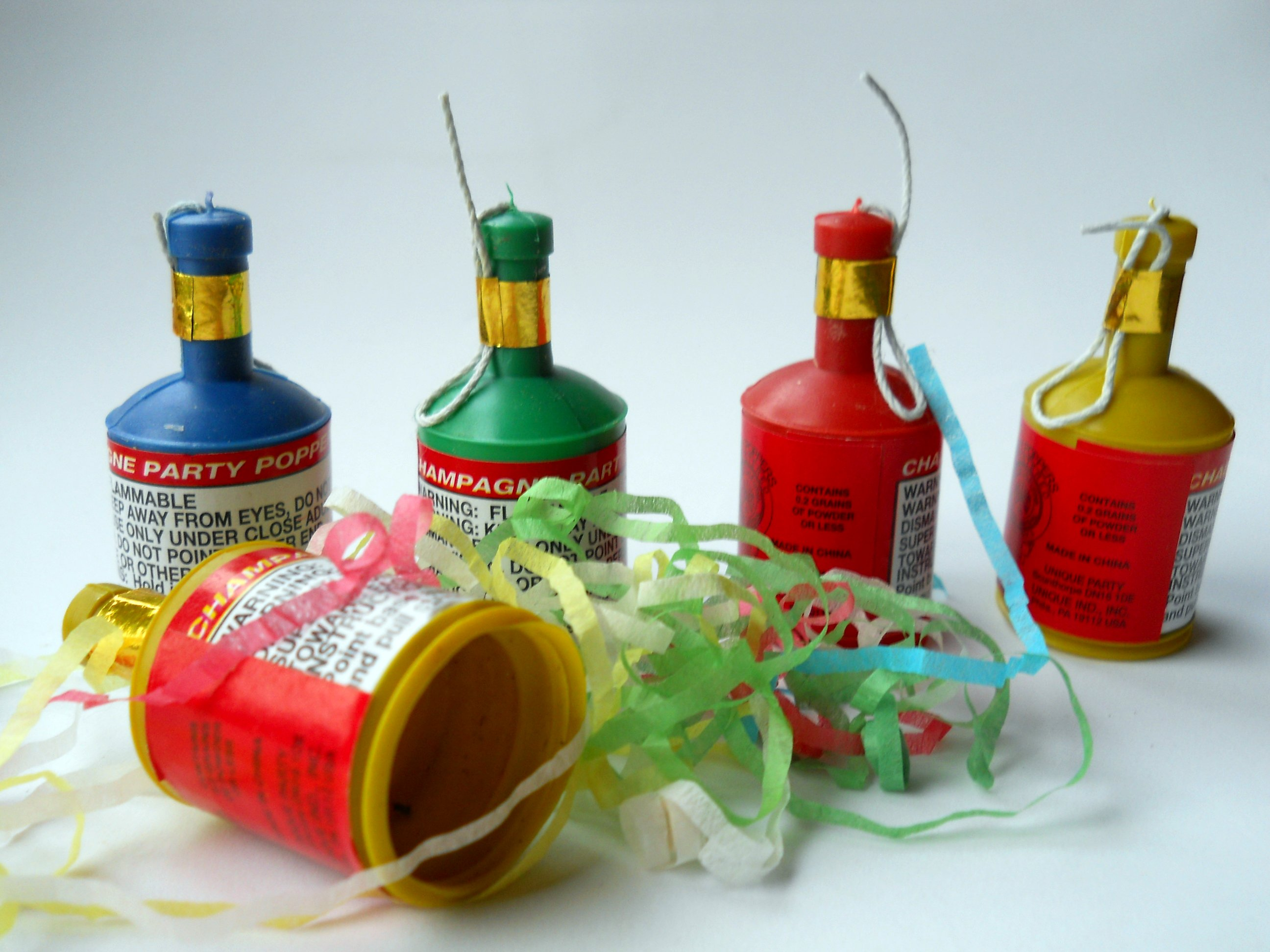
一种拉炮

拉炮（英語：Party popper）是一种在派对上常用的手持式烟火装置，视功能和种类不同亦有彩花礼炮或礼花筒等名称。拉炮以少量引信或压缩空气吹出一些五彩纸屑或彩带，并发出爆裂声。使用时一般通过拉动绳子或其他装置以激活小型的摩擦驱动炸药来发出爆裂声。引燃炸药的引信则来自于瓶状容器颈部中的极少量阿姆斯特朗混合物（一种高度敏感的炸药）。一些拉炮中的炸药部分则被压缩空气所取代。在含有炸药的拉炮中，炸药含量通常少于0.25格令（0.016克）。彩带为安全使用一般不易燃。引信通常由红磷与诸如氯酸钾和高氯酸钾等强氧化剂组成。